# Вільгельм Оствальд
Ві́льгельм Фрі́дріх О́ствальд (нім. Wilhelm Friedrich Ostwald; 2 вересня 1853, Рига — 4 квітня 1932, Лейпциг) — балтійський німець, фізико-хімік і філософ, лауреат Нобелівської премії з хімії 1909 року. Закінчив у 1875 Дерптський (Тартуський) університет. Професор Ризького політехнічного училища (1882–1887), Лейпцизького університету (1887–1906). Член-кореспондент Петербурзької АН (1895).

## Наукова діяльність
Основні наукові праці Оствальда присвячені розвитку теорії електролітичної дисоціації. Виявив зв'язок електропровідності розчинів кислот зі ступенем їхньої електролітичної дисоціації (1884). Дав спосіб визначення основності кислот по електропровідності їх розчинів (1887–1888). Встановив Закон розведення Оствальда (1888). Запропонував розглядати реакції аналітичної хімії як взаємодії між іонами (1894). Оствальд вивчав також питання хімічної кінетики та каталізу; розробив основи каталітичного окиснення аміаку.

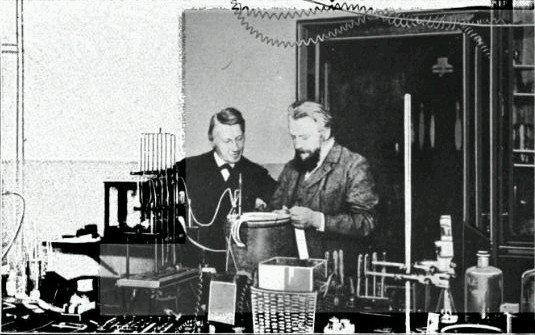
Якоб Гендрік Вант-Гофф і Вільгельм Оствальд (справа)

У 1909 році Оствальд став лауреатом Нобелівської премії з хімії «за вивчення природи каталізу і основоположні дослідження швидкостей хімічних реакцій».
Оствальд був одним з найбільших організаторів науки свого часу. Він організував першу у світі кафедру фізичної хімії, заснував Електрохімічний інститут і Німецьке електрохімічне товариство. У 1887 Оствальд разом з Я. Вант-Гоффом заснував «Журнал фізичної хімії». З 1889 він почав видання серії «Класики точних наук» (нім. Ostwald's Klassiker der exakten Wissenschaften) з декількох сотень невеликих книг, що містять класичні роботи з математики, фізики та хімії. Створена за участю Оствальда організація «Міст» (1911) ставила собі за мету розгортання міжнародного співробітництва в сфері бібліографії та документації з метою полегшити вченим всіх країн знайомство з літературою по їхній спеціальності.
Оствальд — автор «енергетичної» теорії, одним з різновидів «фізичного» ідеалізму. Оствальд вважав єдиною реальністю енергію, матерію розглядав як форму прояву енергії.